# Environment Agency Wales
L'Environment Agency Wales (in gallese: Asiantaeth yr Amgylchedd Cymru) è un'agenzia pubblica gallese creata dal governo locale per la protezione ambientale.
Le sue divisioni regionali sono basate sul concetto di gestione dei bacini e i confini amministrativi seguono quindi lo spartiacque dei maggiori fiumi. L'agenzia ambientale gallese è stata definita per i bacini idrici dagli spartiacque orientali degli affluenti più a levante del fiume Dee, le acque a monte del Rheidol, del Dyfi, del Tywi e del Wye. Dal 2010 i confini di competenza della Environment Agency Wales sono cambiati e sono stati collegati non più ai bacini dei fiumi, bensì più semplicemente ai confini amministrativi fra Inghilterra e Galles.
Il direttore generale di Environment Agency Wales è Chris Mills.
Il quartier generale si trova a Cardiff, con dipartimenti a St Mellons, Monmouth, Llandarcy, Haverfordwest, Lampeter, Bangor, Rhuddlan, Bala e Buckley.